# Geocoridae
Geocoridae é uma família de insetos de olhos grandes na ordem Hemiptera. Existem mais de 290 espécies descritas em Geocoridae.

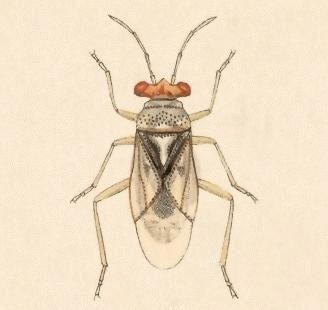
Ninyas torvus

## Subfamílias e Gêneros
O Lygaeoidea Species File inclui cinco subfamílias:

### Australocorinae
1. Australocoris Malipatil, 2012

### Bledionotinae
Auth.: Reuter, 1978 todos os gêneros:
1. Bledionotus Reuter, 1878

### Geocorinae
1. Apennocoris Montandon, 1907
2. Ausogeocoris Malipatil, 2013
3. Capitostylus Malipatil, 2013
4. Geocoris Fallen, 1814
5. Geocoroides Distant, 1918
6. Germalus Stål, 1862
7. Hypogeocoris Montandon, 1913
8. Isthmocoris McAtee, 1914
9. Mallocoris Stål, 1872
10. Nannogermalus Kóbor & Kondorosy, 2020
11. Nesogermalus Bergroth, 1916
12. Ninyas Distant, 1882
13. Pseudogeocoris Montandon, 1913
14. Stenogeocoris Montandon, 1913
15. Stenophthalmicus Costa, 1875
16. Stylogeocoris Montandon, 1913
17. Umbrageocoris Kóbor, 2019
18. Unicageocoris Malipatil, 2013

### Henestarinae

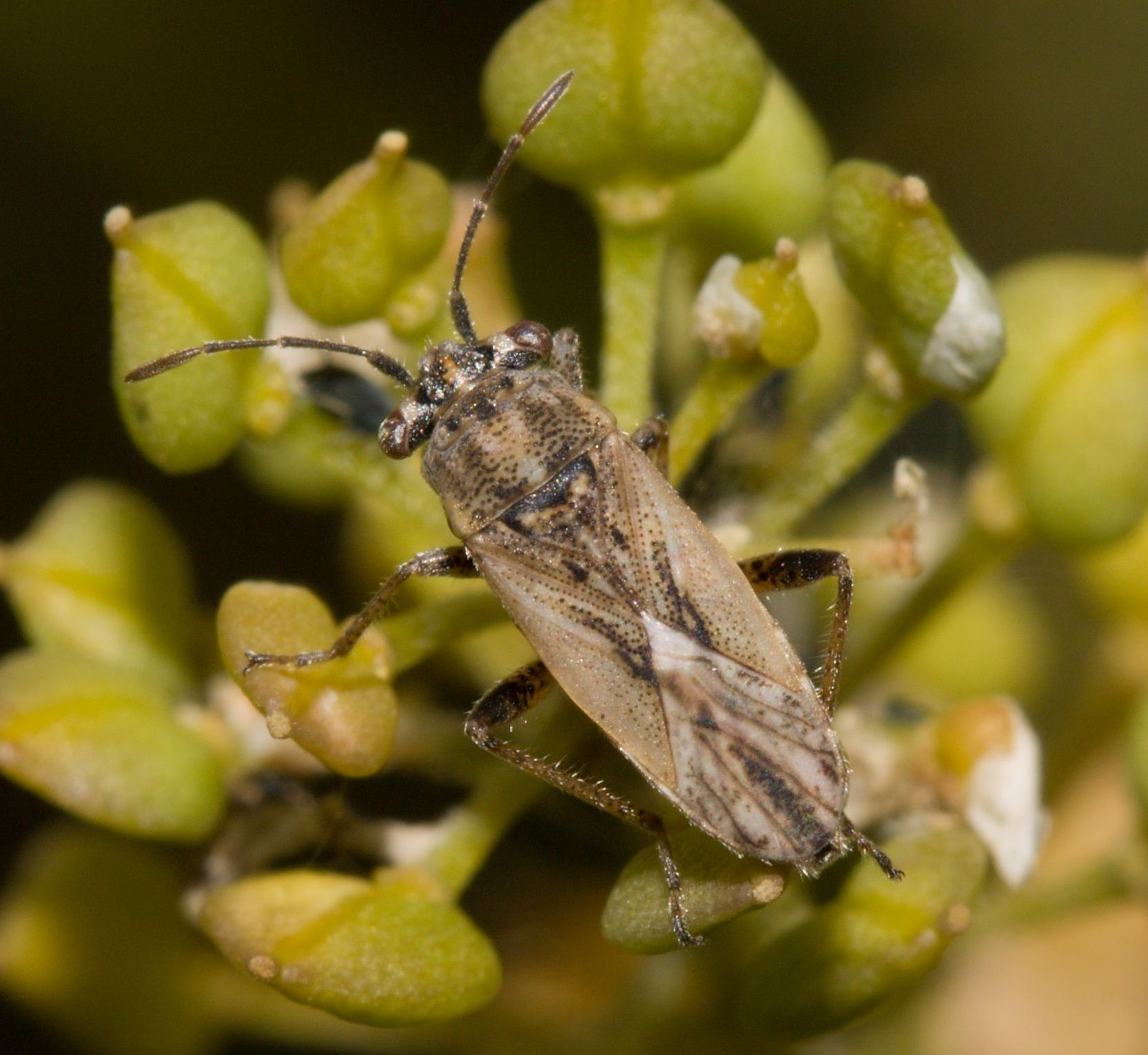
Henestaris halophilus

1. Coriantipus Bergroth, 1912
2. Engisto Fieber, 1864
3. Henestaris Spínola, 1837

### Pamphantinae
(Aut. Barber & Bruner, 1933)
tribo Cattarini
1. Cattarus Stal, 1858
2. Cephalocattarus Slater & Henry, 1999

tribo Epipopolini
1. Epipolops Herrich-Schaeffer, 1850

tribo Indopamphantini
1. Indopamphanto Malipatil, 2017
2. Parapamphantus Barber, 1954

tribo Pamphantini
1. Abpamphanto Barber, 1954
2. Autropamphantus Slater, 1981
3. Cymapamphantus Henry, 2013
4. Neopamphanto Barber & Bruner, 1933
5. Pamphanto Stål, 1874
6. Parapamphantus Barber, 1954
7. Tropicoparapamphantus Brailovsky, 1989